# Obrigkeit
Als Obrigkeit (lateinisch superioritas) wurden in hierarchisch organisierten Gemeinwesen seit dem späten Mittelalter bis in die Moderne hinein diejenigen Personen oder Institutionen bezeichnet, die rechtmäßig oder auch nur aufgrund eigener Anmaßung (Usurpation) die Herrschaft ausübten und die rechtliche und faktische Gewalt über die Untertanen besaßen. Die Untertanen schuldeten ihrer Obrigkeit Gehorsam. 
Historisch unterscheidet man zwischen geistlicher und weltlicher Obrigkeit. Zur Ersteren gehörten die kirchlichen und religiösen Oberen, so etwa der Papst, die Bischöfe und die Äbte, aber auch evangelische Superintendenten. Der Pfarrer galt für seine Gemeinde ebenfalls als vorgesetzte Obrigkeit. Weltliche Obrigkeiten waren zum Beispiel Könige oder Fürsten, Inhaber von Grundherrschaften, aber auch die Räte in den Städten. Die Gewalt der Obrigkeit äußerte sich insbesondere in der Gerichtshoheit und der Vollmacht, Gesetze und Vorschriften zu erlassen, von den Untertanen Abgaben zu verlangen, Privilegien zu gewähren und Gefolgschaft im Krieg einzufordern.
Im Mittelalter und in der frühen Neuzeit wurde das Verhältnis zwischen der Obrigkeit und den Untertanen in der Regel als persönliche Bindung aufgefasst, in die man meist hineingeboren wurde (etwa bei Erbuntertänigkeit) oder – was seltener vorkam – freiwillig oder unfreiwillig eintrat. Zwar konnten Untertanen bei Änderungen der Macht- oder Besitzverhältnisse (etwa bedingt durch kriegerische Auseinandersetzungen, Gebietsabtretungen, Neubelehnungen, Erbfolgeregelungen, die Veräußerung oder Verpfändung von Besitzungen etc.) durchaus auch unter die Herrschaft einer neuen Obrigkeit gelangen. Kennzeichnend für den Untertanenstatus ist jedoch der Umstand, dass der Untertan sich seine Obrigkeit regelmäßig weder aussuchen kann noch bürgerliche Mitwirkungsrechte besitzt, die ihn aus sich heraus dazu berechtigen, auf ihre Handlungen und Verfügungen, selbst wenn sie ihn persönlich betreffen, Einfluss zu nehmen.
Aus diesem Grund erscheint der Ausdruck Obrigkeit heute nicht mehr angemessen, wenn er in Bezug auf Republiken oder andere Verfassungsstaaten verwendet wird, die die Gewaltenteilung kennen und deren politisches System auf dem Prinzip der Volkssouveränität beruht, also etwa in Bezug auf moderne demokratische Rechtsstaaten. Dessen ungeachtet wurde der Begriff in den frühen republikanischen Regimes, die im Laufe des 19. Jahrhunderts nach dem Vorbild der Französischen Revolution in Europa und Amerika entstanden, anfänglich noch unhinterfragt im Sinne einer allgemeinen Bezeichnung für die Staatsgewalt verwendet.
Die fraglose Anerkennung gesellschaftlicher und politischer Hierarchien und die unbedingte Unterwerfung unter tatsächlich oder vermeintlich höhergestellte Personen oder Institutionen („Autoritäten“) wird auch als Obrigkeitsdenken oder Obrigkeitshörigkeit bezeichnet. Ein übertriebenes Vertrauen auf die Handlungen und Maßnahmen der Regierenden (nach dem Motto „Sie werden es schon richten“) bezeichnet man als Obrigkeitsglauben. Ein autoritäres, undemokratisches Staatswesen, das seinen Bürgern keine oder nur sehr begrenzte Möglichkeiten der politischen Partizipation einräumt und auf abweichende Meinungen oder Kritik häufig mit Unterdrückungsmaßnahmen reagiert, wird in polemischer Diktion auch als Obrigkeitsstaat bezeichnet.